# 호신인 (1614년)
호신인 (일본어: 芳心院 ほうしんいん[*], 게이초 19년 (1614년) - 겐로쿠 4년 3월 18일 (1691년 4월 16일))은 에도 막부 제 3대 쇼군 도쿠가와 이에미츠의 측실이다. 이름은 코토(琴)이다.

## 생애
게이초 19년 (1614년), 아버지는 누구인지 알수 없으나, 우시고메 에노키쵸의 토쿠엔지 주지의 딸로서 태어났다는 설이 있다.
간에이 18년 (1641년), 오오쿠에 들어와 측실로서 섬겼으나, 도쿠가와 이에미츠와의 사이에서 아이는 낳지 못했다. 게이안 4년 (1651년)에 이에미츠가 사망하자, 출가하여 호신인이라 칭했다.
겐로쿠 4년 (1691년), 향년 78세의 나이로 사망했다. 계명은 芳心院慈回清鏡大姉. 묘소나 묘지 등의 기록은 남아있지 않지만, 이에미츠의 측실인 죠코인의 장지인 사이쇼지에 예전에 "호신인"이라는 탑두가 있었다. 메이지 시기에 들어서부터 현재의 만료노즈카(万両塚. 도쿄도 오오타구 이케가미)에 이전되었다. 현재의 조사로는 이 장소가 묘소일 가능성이 있다.